# La Due
La Due és una població dels Estats Units a l'estat de Missouri. Segons el cens del 2000 tenia 39 habitants.

## Demografia
Segons el cens del 2000, La Due tenia 39 habitants, 15 habitatges, i 10 famílies. La densitat de població era de 188,2 habitants per km².
Dels 15 habitatges en un 33,3% hi vivien nens de menys de 18 anys, en un 53,3% hi vivien parelles casades, en un 13,3% dones solteres, i en un 26,7% no eren unitats familiars. En el 20% dels habitatges hi vivien persones soles el 20% de les quals corresponia a persones de 65 anys o més que vivien soles. El nombre mitjà de persones vivint en cada habitatge era de 2,6 i el nombre mitjà de persones que vivien en cada família era de 3.
Per edats la població es repartia de la següent manera: un 28,2% tenia menys de 18 anys, un 12,8% entre 18 i 24, un 23,1% entre 25 i 44, un 12,8% de 45 a 60 i un 23,1% 65 anys o més.
L'edat mediana era de 34 anys. Per cada 100 dones de 18 o més anys hi havia 115,4 homes.
La renda mediana per habitatge era de 23.750 $ i la renda mediana per família de 10.417 $. Els homes tenien una renda mediana de 28.750 $ mentre que les dones 11.250 $. La renda per capita de la població era de 9.120 $. Entorn del 46,2% de les famílies i el 45,7% de la població estaven per davall del llindar de pobresa.

## Poblacions més properes
El següent diagrama mostra les poblacions més properes.